# Кононово (Московская область)
Кононово — деревня в Клинском районе Московской области, в составе Нудольского сельского поселения. Население — 26 чел. (2010). До 2006 года Кононово входило в состав Малеевского сельского округа.
Деревня расположена в южной части района, примерно в 10 км к югу от райцентра Клин, на правом берегу безымянного левого притока реки Катыш (правый приток Истры), высота центра над уровнем моря 216 м. Ближайшие населённые пункты — Иевлево на противоположном берегу речки, Караваево на западе и Отрада на юго-востоке. Через деревню проходит региональная автодорога 46К-0290 Караваево — Отрада.

## Население
| 2002 | 2006 | 2010 |
| ---- | ---- | ---- |
| 28   | ↘26  | →26  |

## Известные уроженцы
Из крестьян деревни Кононово происходил Дмитрий Иванович Попов, балтийский матрос, начальник Боевого отряда ВЧК, активный участник восстания левых эсеров в Москве в 1918 году, один из основных руководителей Повстанческой армии Махно.